# 川中美幸 人・うた・心
『川中美幸 人・うた・心』（かわなかみゆき ひと・うた・こころ）は、1984年10月1日から2020年3月28日まで放送されていた演歌歌手の川中美幸がパーソナリティを務め文化放送で放送されていたラジオ番組である。
川中の夫の不祥事による活動自粛の際には、文化放送アナウンサーの野村邦丸が代理パーソナリティを務めた。また1993年1月 - 3月は関西地区向けに「川中美幸 素顔のままで」と改題して放送した。川中は、2009年には番組と同名のコンサートを開催している。

## 帯番組時代の番組概要
内容
毎週月 - 木曜に通して歌手を中心に各界からのゲストを迎えてトークをし、歌手やミュージシャン、アイドルなどの場合は持ち曲を後半にかける時がある。
居酒屋トーク形式になってから美幸とゲストが蕎麦焼酎『雲海』か未成年の場合はジュースで乾杯する演出が付けられていたが、スポンサーの降板により末期は撤廃された。
番組開始からしばらくは金曜も月 - 木曜と同じ内容だったが、やがてリスナーからのハガキ紹介コーナー→下記のネット局のアナウンサーとのトーク→酒の飲み会をテーマにしたエピソード募集・紹介コーナー「雲海で乾杯」へと変わっていった。スポンサーの降板に合わせて2011年12月23日放送分で終了。
末期は週変わりのテーマによるフリートークである。
2006年4月 - 2007年3月の毎週金曜日のみ、太田英明のナレーションによる「そば一口メモ」が挿入されていた。
関西地区
関西地区はABCラジオで放送されているが、1992年12月まではラジオ大阪で放送された。2012年3月までは17:00 - 17:10に放送されていたが、ラジオ大阪では17:00 - 17:15に「ニュース・パレード」を放送していることから、近畿地区（エリア内ではKBS京都・和歌山放送も含む）では文化放送の番組同士が競合する事態となっていた。
テーマ曲・ナレーション
2004年ごろから文化放送のみ提供読み後、ネット局では提供読み前に入るオープニングテーマを松本孝弘「街」に変更。
ヒッチハイクCMが放送された後には、エンディングのBGMが流れる。「純喫茶・谷村新司」でも同じものが流れる。なお、このBGMは文化放送・東海ラジオ・和歌山放送・中国放送では流れていない。
2011年までは水谷加奈のナレーションで、月 - 木曜のみナレーションの途中で「こんにちは、○○○○です。」と言うその週のゲストによる挨拶が挿入された。
スポンサー
スポンサーの雲海酒造の他にも、カウキャッチャー・ヒッチハイク枠で複数社のCMが放送された。
提供読みは次の通りであった。
- 2004年ごろまで
  - 開始時：『川中美幸 人・うた・心』、この番組は、蕎麦焼酎『雲海』でおなじみの雲海酒造がお送りします。
  - 終了時：『川中美幸 人・うた・心』、この番組は、麦焼酎『いいとも』でおなじみの雲海酒造がお送りしました。
- 2005年 - 2011年
  - 開始時：『川中美幸 人・うた・心』、この番組は、本格蕎麦焼酎『雲海』の雲海酒造がお送りします。
  - 終了時：『川中美幸 人・うた・心』、この番組は、本格蕎麦焼酎『雲海』の雲海酒造がお送りしました。

クレジット読みはワイド番組のパーソナリティが担当しており、白石冬美→館野順子→永野景子→野村邦丸→玉川美沙→「夕やけ寺ちゃん 活動中」の各曜日パートナーと変遷、ネット局向けでは文化放送のアナウンサーが担当し小俣雅子→丹羽たか子→館野順子→永野景子→水谷加奈→藤木（現・石田）千穂と変遷している。
1997年ごろから2004年ごろまでは「酔わせて」のインストBGMに乗せてゲストが来店し、美幸とのちょっとした掛け合いの後に提供読みに入っていた。
2011年3月11日、東日本大震災発生の影響により、関西から東日本地域の多くのネット局が番組を休止。また3月14日以降しばらくは、メインスポンサーの雲海酒造がCMを自粛。ACジャパンの公共CMに差し替えられた。
放送時間
- 東海ラジオと宮崎放送では朝方に放送した。
- 九州朝日放送も一時期12時台や15時台に放送されていた時期があった。
- 文化放送では、1992年10月2日の「いう気リンリン 那智チャコワイド」までは16:25 - 16:35に放送していたが、同年10月5日の「小倉智昭の夕焼けアタックル」からは17:33 - 17:40に放送時間を移動した。

## リニューアル
番組開始から若干の変更がありつつも構成を一貫していたが、2011年限りで雲海酒造がスポンサーを降板。そして2012年3月いっぱいで28年間にわたり続いた帯番組を一旦終了という形をとり、4月からは日曜早朝4時半からの枠に移動。2015年10月からは、土曜日の早朝5:20からに放送時間を変更、同時に川中が元々牛乳好きで良く雪印メグミルクの牛乳を飲んでいたことが縁で雪印メグミルクがスポンサーとなり、『雪印メグミルクpresents川中美幸 人・うた・心』と番組タイトルも改名された。2018年4月から放送時間を5:35までに短縮した。その後もスポンサー降板、さらなる放送時間短縮を繰り返した末、2020年3月28日放送を以て、36年間の放送に幕を閉じた。
- 「川中美幸のハヤベン」 - 早朝枠異動後の新コーナー。川中が学級委員長に扮し、様々なゲストから教えを受ける。1回目のみタイトルが「輝け!ハナマル学校早朝勉強会」だった。
- 「おすすめ新作映画特集」 - ジョッシュヤマグチが新作映画を紹介する。

## ネット局

### 帯番組時代
- QR 文化放送（キー局）：17:30頃 - 17:40頃（「夕やけ寺ちゃん 活動中」内）
- STV STVラジオ：16:45 - 16:55（「牧とのりおのスーパースクランブル」内）
- RAB 青森放送：16:50 - 17:00
- IBC IBC岩手放送：16:40 - 16:50
- TBC 東北放送：16:30 - 16:40
- ABS 秋田放送：16:25 - 16:35
- YBC 山形放送：16:50 - 17:00
- RFC ラジオ福島：15:40 - 15:50
- BSN 新潟放送：16:20 - 16:30（「New・sな時間」内）
- SBC 信越放送：16:30 - 16:40
- YBS 山梨放送：16:30 - 16:40
- KNB 北日本放送：16:10 - 16:20
- MRO 北陸放送：16:40 - 16:50
- FBC 福井放送：16:40 - 16:50
- SBS 静岡放送：18:00 - 18:10
- SF 東海ラジオ：16:11 - 16:21
「安蒜豊三 夕焼けナビ」内。該当時間に「東海ラジオ ドラゴンズスペシャル」が放送される場合、CMのみ放送。
- ABC 朝日放送：17:00 - 17:10
該当時間に「高校野球中継」や「ABCフレッシュアップベースボール」が放送される場合はCMのみ放送（前者について雨天順延・早終了時は本編も放送）。ネット終了を機に自社制作番組「征平・あさおのどす恋ラジオ」（川中と親交の深い桑原征平出演の帯番組）を放送。
- WBS 和歌山放送：16:10 - 16:20
- BSS 山陰放送：16:20 - 16:30
- RSK RSK山陽放送 16:40 - 16:50（後枠は廃枠）
- RCC 中国放送：16:10 - 16:20頃
「道盛浩のバリシャキNOW」内。該当時間に「RCCカープデーゲーム中継」が放送される場合、CMのみ放送。
- KRY 山口放送：16:10 - 16:20
- JRT 四国放送：16:40 - 16:50
- RNC 西日本放送 16:40 - 16:50
- RNB 南海放送：16:50 - 17:00
- RKC 高知放送：16:40 - 16:50
- KBC 九州朝日放送：16:32 - 16:42
「PAO〜N」内。該当時間に「KBCダイナミックホークス実況中継」が放送される場合、CMのみ放送。
- NBC 長崎放送：16:10 - 16:20
- RKK 熊本放送：16:45 - 16:55
- OBS 大分放送：16:30 - 16:40
- MRT 宮崎放送：16:10 - 16:20
- MBC 南日本放送：17:15 - 17:25
- ROK ラジオ沖縄：16:30 - 16:40（「イブニングワイドMix」内）

※2012年3月末時点。

### 30分番組時代
- QR 文化放送：日曜日 4:30 - 5:00（2012年4月 - 2015年9月27日）、土曜日 5:20 - 5:50（2015年10月3日 - ）、土曜日 5:05 - 5:20（2019年4月6日 - ）
- SBC 信越放送：火曜日 18:30 - 19:00（2014年9月30日- 2015年3月24日）、水曜日 18:30 - 19:00（2015年9月30日 - 終了日不明）